# Pristifelis
Pristifelis — викопний рід родини котових з пізнього міоцену. Він містить один вид, Pristifelis attica. Перший викопний череп P. attica був розкопаний поблизу Пікермі в Аттиці, Греція. Скам'янілості також були розкопані поблизу молдовського міста Тараклія. Його також виявили в Мараге, на північному заході Ірану. P. attica була більшою за розміром тіла, ніж європейська дика кішка, але, ймовірно, меншою за сервала. Вид був вперше описаний Йоганном Андреасом Вагнером як Felis attica в 1857 році. Через відмінності в розмірах його було запропоновано як типовий вид для роду Pristifelis, запропонованого у 2012 році. Pristifelis attica раніше вважався предком Felis, але тепер вважається предком Felinae у ширшому сенсі.